# Pożar Borgo
Pożar Borgo – malowidło ścienne namalowane przez Rafaela ok. 1514 roku, znajdujące się w trzeciej Stanzy Watykańskiej, nazywanej Stanza dell’Incendio di Borgo, w Pałacu Apostolskim w Watykanie.

## Okoliczności powstania fresku
Dekorację trzeciej stanzy watykańskiej zlecił papież Leon X. Zgodnie ze zleceniem salę miały zdobyć freski przedstawiające sceny, których bohaterami są papieże o imieniu Leon i nawiązują do Leona X. Tematyka i kolorystyka fresków miała pomagać Leonowi X w prowadzeniu rozmów z gośćmi. Rafael rozpoczął pracę nad malowidłami 1 lipca 1514 roku. W pracach nad freskami w Stanza dell’Incendio di Borgo uczestniczyli również uczniowie Rafaela. Prace w sali rozpoczęto od namalowania Pożaru Borgo. Rafael samodzielnie namalował wyłącznie Pożar Borgo oraz część postaci w symbolicznym cokole. Ze względu na mnogość innych zleceń pozostałe freski (Bitwa pod Ostią, Koronacja Karola Wielkiego i Przysięga Leona III) namalowali jego uczniowie. Pożar Borgo ukończono ok. 1514 roku, pozostałe prace w sali zakończono trzy lata później. Ze względu na to, że Pożar Borgo był dominującym freskiem w tej sali, stanza przyjęła właśnie nazwę Stanza dell’Incendio di Borgo.

## Opis
Podobnie jak inne freski znajdujące się w Stanzach Watykańskich, wymiary i kształt Pożaru Borgo dostosowano do kształtów płaszczyzn. Dzieło przedstawia historię papieża Leona IV, który według przekazu z Liber Pontificalis miał w 847 roku znakiem krzyża ugasić pożar w Borgo. Wydarzenia z tej rzymskiej dzielnicy przeniesiono do starożytnej Troi. Na fresku Rafael zastosował złożony układ perspektywiczny, powstały z kilku planów. Ukazane wydarzenia są pełne ruchu i dramatycznego napięcia. Na pierwszym planie ukazano przerażonych ludzi oraz skutki pożaru. Część postaci po prawej stronie obrazu próbuje pokonać żywioł, dzbany z wodą niesie muskularna kobieta. Kobieta z dzbanami jest umieszczona pomiędzy złodziejem a kobietą w niebieskiej sukni, która jest oburzona zachowaniem złodzieja. Kobiety w centrum starają się ochronić dzieci przed ogniem oraz kierują wzrok swoich dzieci na papieża. W lewym dolnym rogu malowidła przedstawiono historię z Eneidy Wergiliusza. Eneasz niesie na plecach swego ojca, króla Troi Anchizesa. Za Eneaszem podąża jego żona Kreuza, obok niego ucieka z płonącego miasta ich syn Askaniusz. Na drugim planie stojący w oknie i otoczony dostojnikami Leon IV udziela wiernym błogosławieństwa. Udzielając znak krzyża, gasi pożar, co wzbudza zaskoczenie u części postaci. Postać Leona IV stanowi aluzję do pojednawczej roli Leona X. Aby podkreślić zrozpaczoną grupę w centrum fresku, Rafael tak namalował postacie, by te z lewej strony zmierzały w kierunku przeciwnym niż postacie z prawej strony, co wymusza na widzu skierowanie wzroku do centrum dzieła. Postacie umieszczono na planie trójkąta, gdzie wierzchołki i boki tworzą: papież, Eneasz i kobieta ze dzbanami.

## Detale

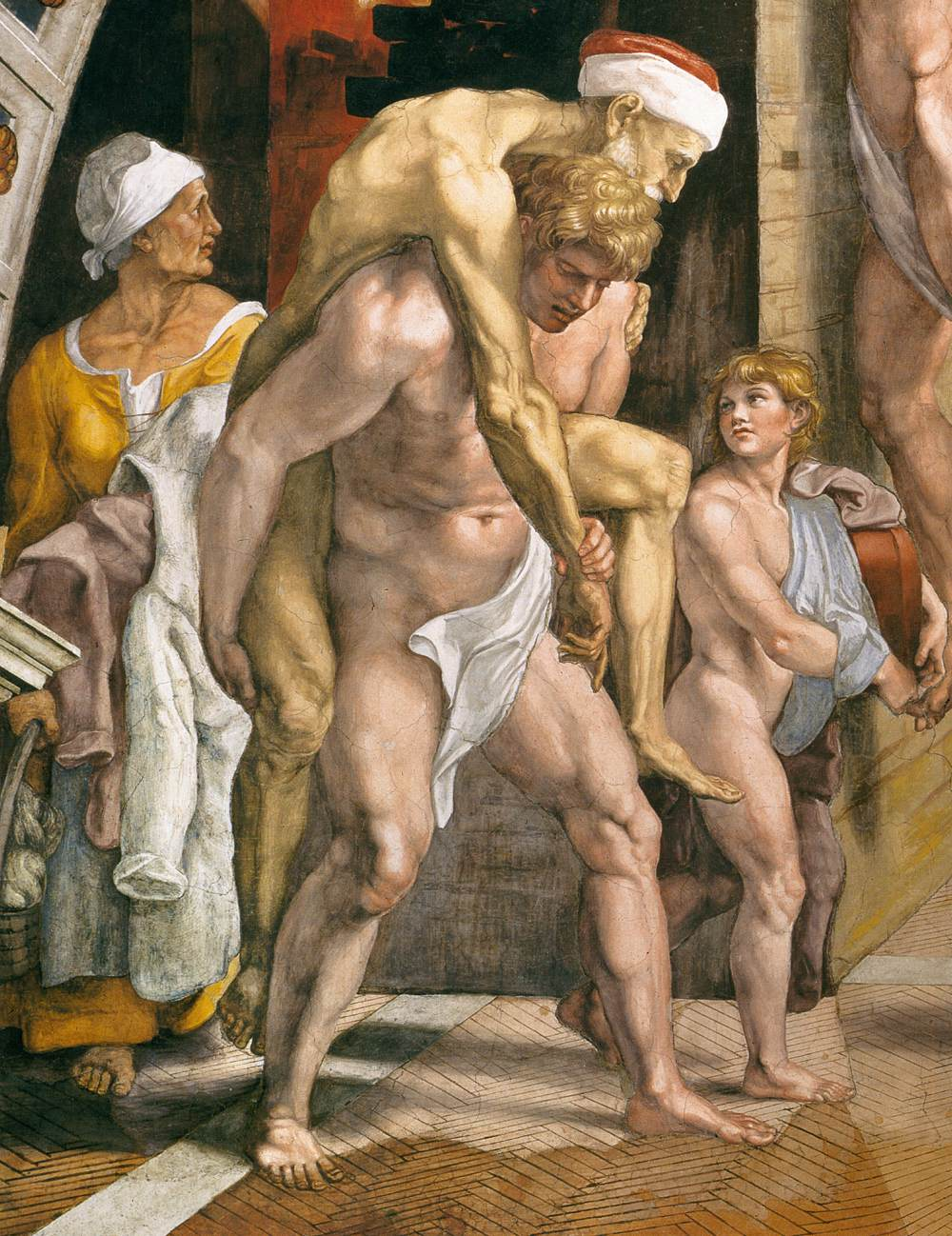
Eneasz niosący na plecach swego ojca Anchizesa
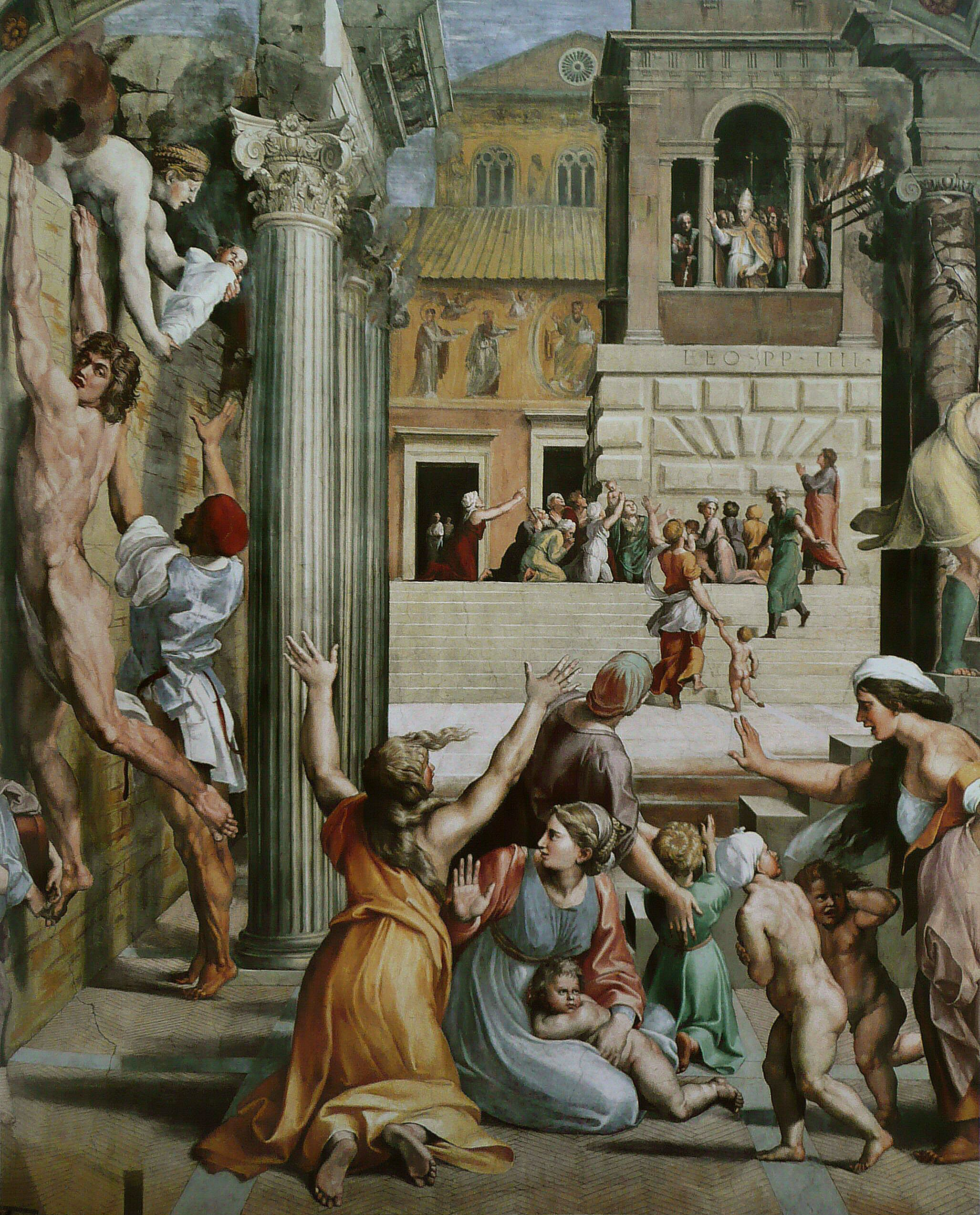
Postacie w centrum, w tle papież Leon IV
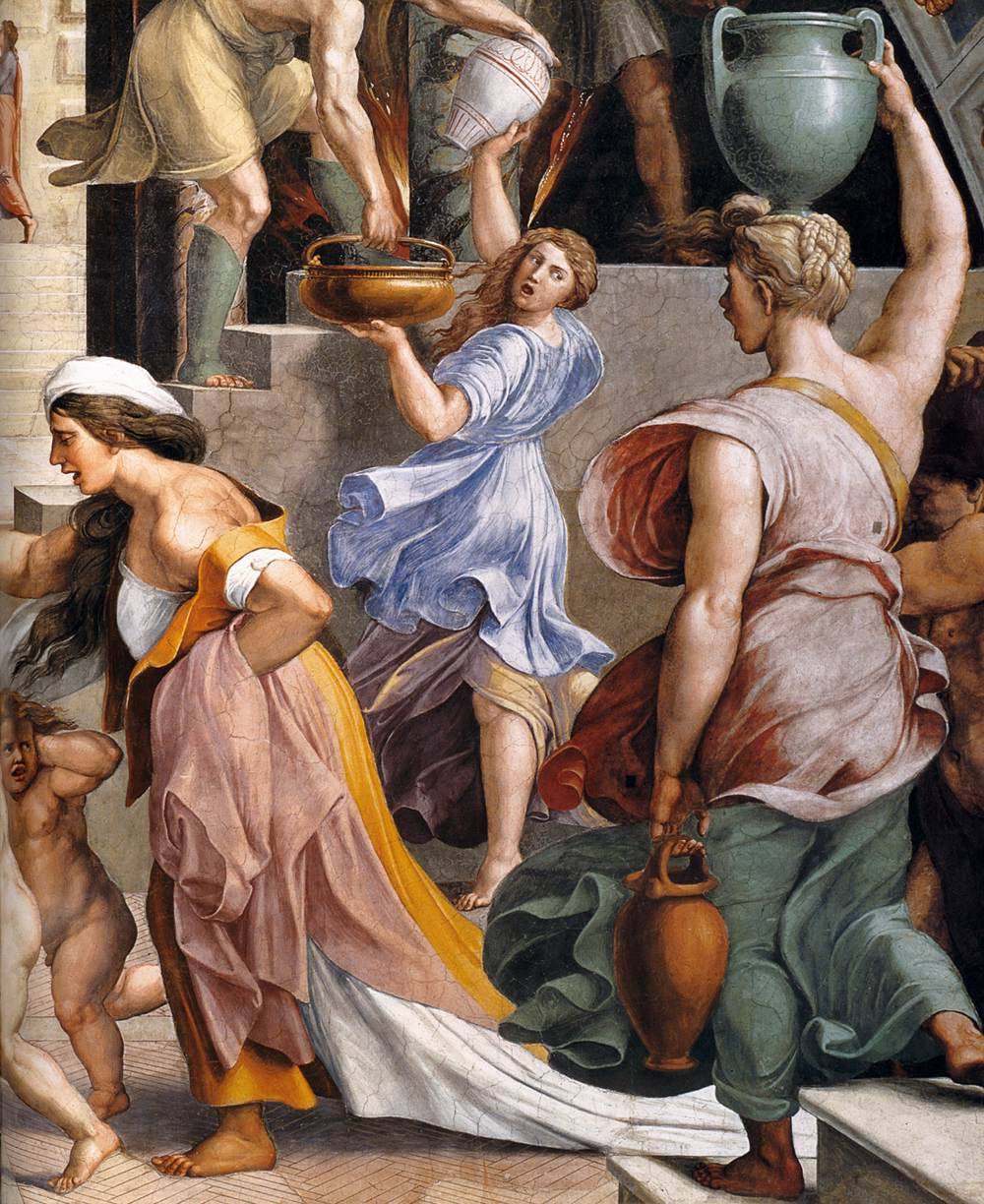
Gaszenie pożaru
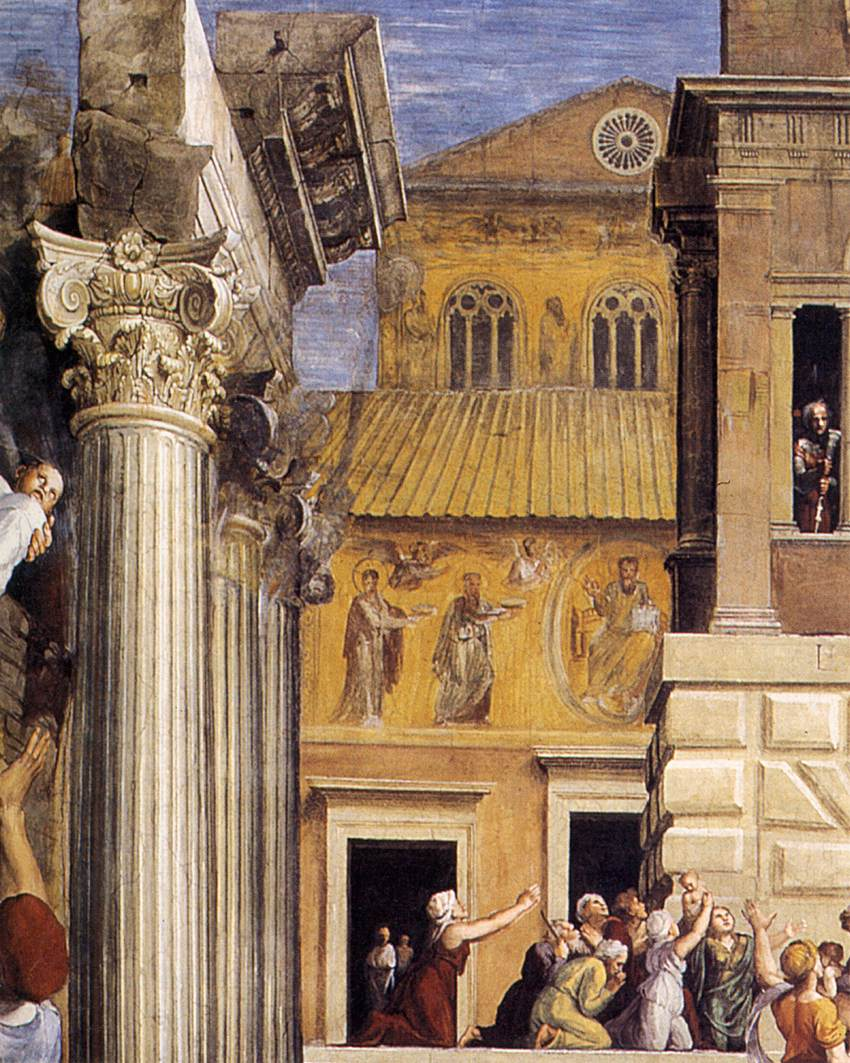
Kolumny